# Valérian Sauveplane

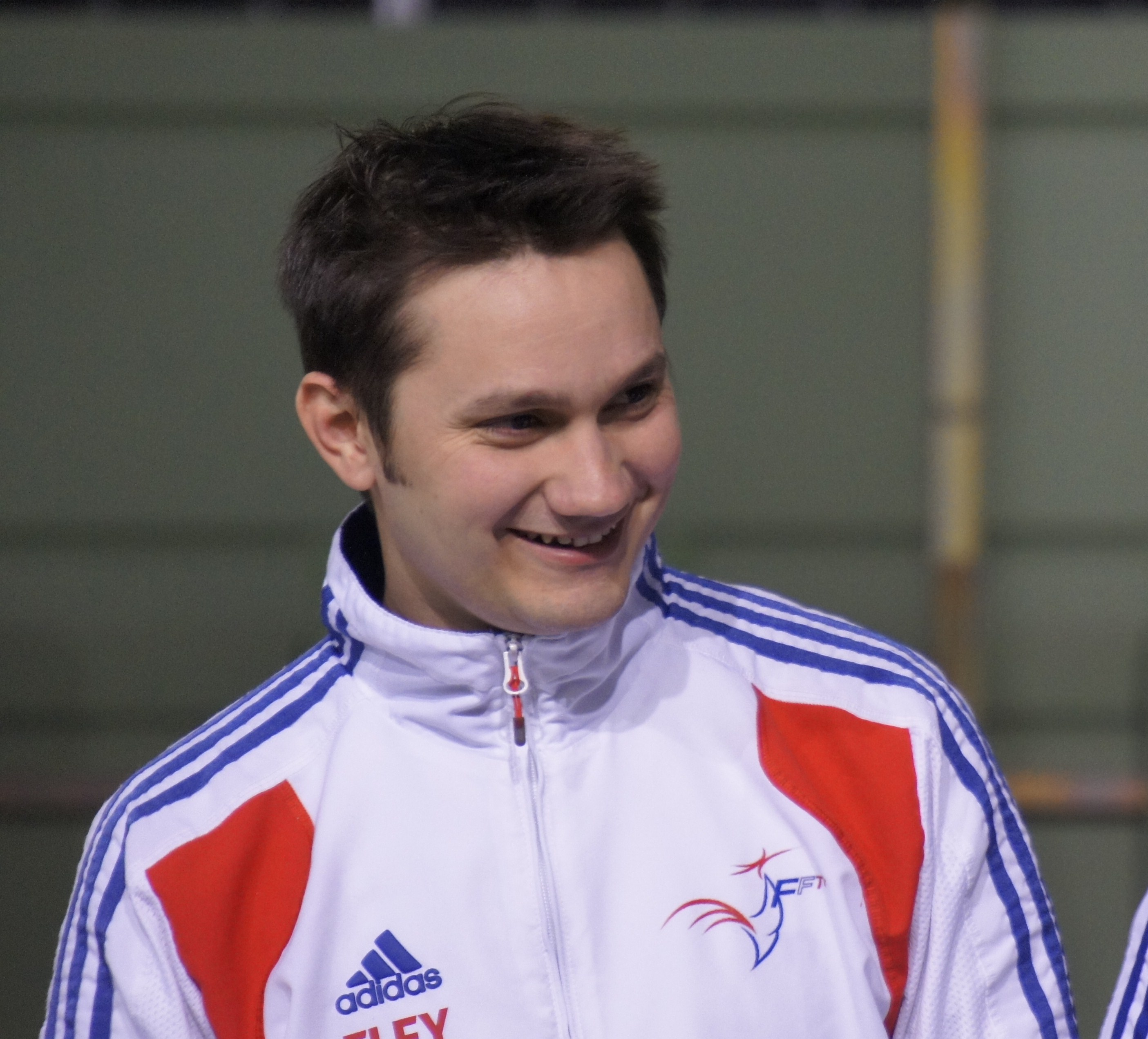
Valérian Sauveplane (2013)

Valérian Sauveplane (* 25. Juli 1980 in Montpellier) ist ein französischer Sportschütze, der auf das Kleinkalibergewehr spezialisiert ist.
Valérian Sauveplane vom STC Millavoise erreichte 2001 mit Rang drei sein bestes Ergebnis im Weltcup bislang. 2005 gewann er im Liegendanschlag bei den Mittelmeerspielen, bei der Europameisterschaft des Jahres wurde er im Liegendanschlag und im Dreistellungskampf Neunter. Bei der Weltmeisterschaft im Jahr darauf belegte Sauveplane Platz zehn in beiden Disziplinen. Bei den Olympischen Sommerspielen 2008 erreichte er in beiden Disziplinen das Finale und wurde Siebter im Dreistellungswettkampf sowie Sechster im Liegendanschlag. Bei französischen Meisterschaften gewann der Franzose 25 Titel.